# Стіна (фільм, 2012)
Стіна (нім. Die Wand) — австрійсько-німецький фільм 2012 року, драма з елементами фантастики. Режисер — Юліан Пельслер. Сценарій фільму створений на основі однойменного роману австрійської письменниці Марлен Гаусгофер. У головній ролі — німецька акторка Мартіна Гедек.
Фільм знімався в горах Дахштайн, що розташовані в австрійській частині Альп. Знімання відбувалося з лютого 2011 року по січень 2012 року в кілька періодів (цим пояснюється велика кількість операторів фільму).
Картина висунута від Австрії в номінації на премію «Оскар» за найкращий фільм іноземною мовою, церемонія вручення якої призначено на 2 березня 2014 року, але не увійшла в шорт-лист з дев'яти картин.

## Сюжет
Головна героїня — жінка, чиє ім'я не називається протягом усього фільму. Дія починається навесні. Разом з літньою парою (Хуго і Луїза) вона приїжджає в мисливську хатину, розташовану у відокремленому місці в австрійських горах. Увечері Хуго і Луїза збираються прогулятися в сусіднє село, а жінка лягає спати в хатині, не чекаючи, поки вони повернуться. На ранок вона виявляє, що її супутники не повернулися, і вирушає на їхні пошуки.
До села їй дійти не вдається, оскільки по дорозі вона натикається на невидиму прозору стіну, яка відгороджує її від зовнішнього світу. Всі спроби подолати її виявляються марними. Вона залишається одна, разом з собакою Лухс та іншими домашніми тваринами.
На самоті вона веде боротьбу за виживання, запасає їжу для себе і тварин, вирощує картоплю, заготовлює дрова. Їй доводиться навіть приймати пологи у корови. Її головним другом і співрозмовником стає собака. Проходять літні місяці, настає осінь, скоро буде зима. Головні випробування ще попереду…
На залишках паперу вона починає описувати свою історію.
У фільмі підіймаються психологічні проблеми, що виникають у людини, яка несподівано опинилася в повній самоті, фактично наодинці з природою. Інтерес до дії підтримується несподіваними поворотами сюжету. Крім того, все це відбувається на тлі найкрасивіших альпійських пейзажах.

## У ролях
| Актор                          | Роль                 |
| ------------------------------ | -------------------- |
| Мартіна Гедек (Martina Gedeck) | жінка (головна роль) |
| Карлгайнц Гакль                | Хуго                 |
| Ульріка Баймпольд              | Луїза                |
| Вольфганг Марія Бауер          | мужчина              |
| Юлія Гшнітцер                  | скам'яніла жінка     |
| Ганс-Міхаель Реберг            | скам'янілий чоловік  |

У ролі собаки Лухс знімалася баварська гірська гонча режисера картини Юліана Пельслера, яку дійсно звали Лухс.